# Aeroporto Internacional de Belém - Val de Cans
De luchthaven Belém/Val de Cans–Júlio Cezar Ribeiro International is de belangrijkste luchthaven van de Braziliaanse stad Belém. Val de Cans (soms ook gespeld als Val de Cães) is de naam van de wijk waarin de luchthaven gelegen is. Sinds 13 april 2010 is de luchthaven ook vernoemd naar Júlio Cezar Ribeiro de Souza (1837–1887) een onderzoeker van luchtballons.
In 2012 was de luchthaven 10e in termen van afgehandelde vracht in Brazilië, waarmee het een van de drukste luchthavens van het land is. De luchthaven wordt uitgebaat door Infraero.
Sommige van zijn faciliteiten deelt de luchthaven met de luchtmachtbasis Belém van de Braziliaanse luchtmacht.

## Historie
In 1934 benoemde generaal Eurico Gaspar Dutra, de toenmalige directeur van de militaire luchtvaart in Brazilië, luitenant Armando Sierra de Menezes om een locatie in Val de Cans te vinden waar een luchthaven zou worden gebouwd. Het Directoraat voor Civiele Luchtvaart, een onderdeel van het Ministerie voor Verkeer en Publieke Werken, zou de leiding hebben over het werk. De luchthaven begon zijn historie als een onverharde landingsbaan van 1.200m in oost-west richting. De luchthaven beschikte verder nog over een binnenplaats, een hangar en een betonnen parkeerplek voor militaire vliegtuigen, die later bekend zou staan als "Gele Hangar."
Met het uitbreken van de Tweede Wereldoorlog werden de luchtmachtbases en luchthavens aan de Braziliaanse kust bijzonder belangrijk in het ondersteunen van het transport van vliegtuigen, personeel en materiaal over de zuidelijke Atlantische Oceaan naar Sierra Leone in West-Afrika. Deze faciliteiten boden de noodzakelijke logistieke ondersteuning voor de duizenden vliegtuigen die, geproduceerd in Canada en de Verenigde Staten naar Noord-Afrika en Europa werden getransporteerd. Na langdurige onderhandelingen tussen Brazilië en de Verenigde Staten werden twee betonnen landingsbanen van 1.500 × 45 meter gebouwd in Belém voor het Air Transport Command, waarmee de luchthaven zowel voor efficiënte burgerluchtvaart als ook militaire doeleinden gebruikt kon worden. Val de Cans en andere luchtmachtbases die door de Amerikanen tijdens de Tweede Wereldoorlog gebruikt werden, werden in 1945 teruggegeven aan het Braziliaanse Ministerie van Luchtvaart.
Panair do Brasil, Pan American, en NAB – Navegação Aérea Brasileira begonnen hun activiteiten met als basis Val de Cans. In 1958 begon het Ministerie voor Luchtvaart met het bouwen van de eerste passagiersterminal voor de burgerluchtvaart, die op 24 januari 1959 geopend werd. Tot 1974 was de luchthaven onder beheer van het Departement voor Civiele Luchtvaart, nadien onder het beheer van Infraero.
De oorspronkelijke passagiersterminal onderging grootschalige renovatie en uitbreidingswerkzaamheden, die in 2001 gereed werden: in 1999 werd er een nieuwe passagiersterminal gebouwd op de plek van de oude terminal, en na het slopen van de oorspronkelijke terminal werd de nieuwe terminal verder uitgebreid. Deze nieuwe, uitgebreide terminal vergrootte het comfort en de ruimte voor passagiers sterk door de toevoeging van 6 vliegtuigslurven.

## Ongelukken en incidenten

### Ongelukken
- 14 juli 1948: een Douglas C-47A-70-DL van Aerovias Brasil met registratie PP-AVO die een vrachtvlucht uitvoerde, crashte en vloog in brand na het opstijgen van Belém-Val de Cans. Alle 5 inzittenden kwamen hierbij om het leven.[3]
- 1 december 1955: een Douglas C-47B-28-DK van Cruzeiro do Sul met registratie PP-CCC verloor na het opstijgen van Belém-Val de Cans vermogen op motor no.1. Als gevolg hiervan begon het vliegtuig hoogte te verliezen, waarna de linkervleugel een boom raakte en afbrak. Het vliegtuig overtrok, sloeg tegen de grond en vloog in brand. Alle zes inzittenden kamen hierbij om het leven.[4]
- 16 januari 1958: een Fairchild C-82A-FA Packet cargo van Cruzeiro do Sul met registratie PP-CEF crashte in de buurt van Belém-Val de Cans toen motor no.1 in brand vloog na het opstijgen. De drie bemanningsleden kwamen hierbij om het leven.[5]
- 11 augustus 1958: een Douglas DC-4 van Lóide Aéreo Nacional met registratie PP-LEQ crashte om onbekende redenen boven Carapí Island, Pará tijdens een nachtelijke visual approach op Belém-Val de Cans. Van de 11 inzittenden overleefde 1 passagier.[6][7]
- 6 mei 1959: een Curtiss C-46/Super C-46 Commando van Paraense met registratie PP-BTA crashte kort na het opstijgen van Belém-Val de Cans. De drie bemanningsleden kwamen hierbij om het leven.[8][9]
- 22 september 1960: een Curtiss C-46/Super C-46 Commando van Paraense met registratie PP-BTF crashte kort na het opstijgen van Belém-Val de Cans. De zeven inzittenden kwamen hierbij om het leven.[9][10]
- 14 december 1962: een Lockheed L-049 Constellation van Panair do Brasil met registratie PP-PDE onderweg van Belém-Val de Cans naar Manaus-Ponta Pelada crashte in de jungle tijdens een nachtelijke landingspoging, om onbekende redenen, circa 45 kilometer van Manaus in de buurt van Paraná da Eva. Alle 50 inzittenden kwamen hierbij om het leven.[11][12]
- 14 maart 1970: een Fairchild Hiller FH-227B van Paraense met registratie PP-BUF die vlucht 903 van São Luís naar Belém-Val de Cans, crashte in Guajará Bay tijdens een landingspoging. Van de 40 inzittenden overleefden er drie.[13][14]
- 24 februari 1981: een Embraer EMB110P Bandeirante van VOTEC met registratie PT-GLB onderweg van Tucuruí naar Belém-Val de Cans botste op een schip in een droogdok tijdens een landingspoging op Belém tijdens regen en storm. Het vliegtuig raakte vervolgens twee sloepen en brak in tweeën. Het voorste gedeelte crashte op een sleepboot, het achterste deel zonk. Van de 14 inzittenden overleefde slechts drie passagiers.[15]
- 3 september 1989: een Boeing 737–241 van Varig met registratie PP-VMK die vlucht 254 van Internationale Luchthaven São Paulo Guarulhos naar Belém-Val de Cans, met twee tussenstops uitvoerde, crashte in de buurt van São José do Xingu tijdens het laatste deel van de vlucht tussen Marabá en Belém als gevolg van een navigatiefout van de piloot, die er toe leidde dat het vliegtuig zonder brandstof kwam te zitten en een buiklanding in de jungle moest maken op 450 mijl ten zuidwesten van Marabá. Van de 54 inzittenden kwamen er 13 passagiers om het leven. De overlevenden werden pas na twee dagen gevonden.[16][17]

### Incidenten
- 8 oktober 1969: een Sud Aviation SE-210 Caravelle VI R van Cruzeiro do Sul onderweg van Belém-Val de Cans naar Manaus-Ponta Pelada werd gekaapt door vier personene die eisten naar Cuba te worden gevlogen. De kaping duurde minder dan een dag en er waren geen slachtoffers.[18]
- 12 november 1969: een NAMC YS-11/11A van Cruzeiro do Sul onderweg van Manaus-Ponta Pelada naar Belém-Val de Cans werd gekaapt door een persoon die eiste naar Cuba te worden gevlogen. Er waren geen slachtoffers.[19]
- 4 juli 1970: een NAMC YS-11 van Cruzeiro do Sul onderweg van Belém-Val de Cans naar Macapá werd gekaapt door 1 persroon en naar Cayenne, Georgetown, Trinidad en Tobago, Antigua en Jamaica gevlogen.[20]
- 3 februari 1984: een Airbus A300B4-203 van Cruzeiro do Sul die vlucht 302 van São Luís naar Belém-Val de Cans uitvoerde met 176 inzittenden werd gekaapt door 3 personen die eisten naar Cuba te worden gevlogen. De vlucht bereikte Camagüey in minder dan een dag. Er waren geen slachtoffers.[21]

## Bereikbaarheid
De luchthaven bevindt zich op 12 kilometer afstand van het centrum van Belém.